# Cimetière de Zverynets
Le cimetière Zverynets (ukrainien : Звіринецьке кладовище) est un cimetière de la ville de Kiev, en Ukraine. Il est situé dans le raïon de Petchersk.

## Histoire
Le cimetière est créé au XVIIIe siècle.

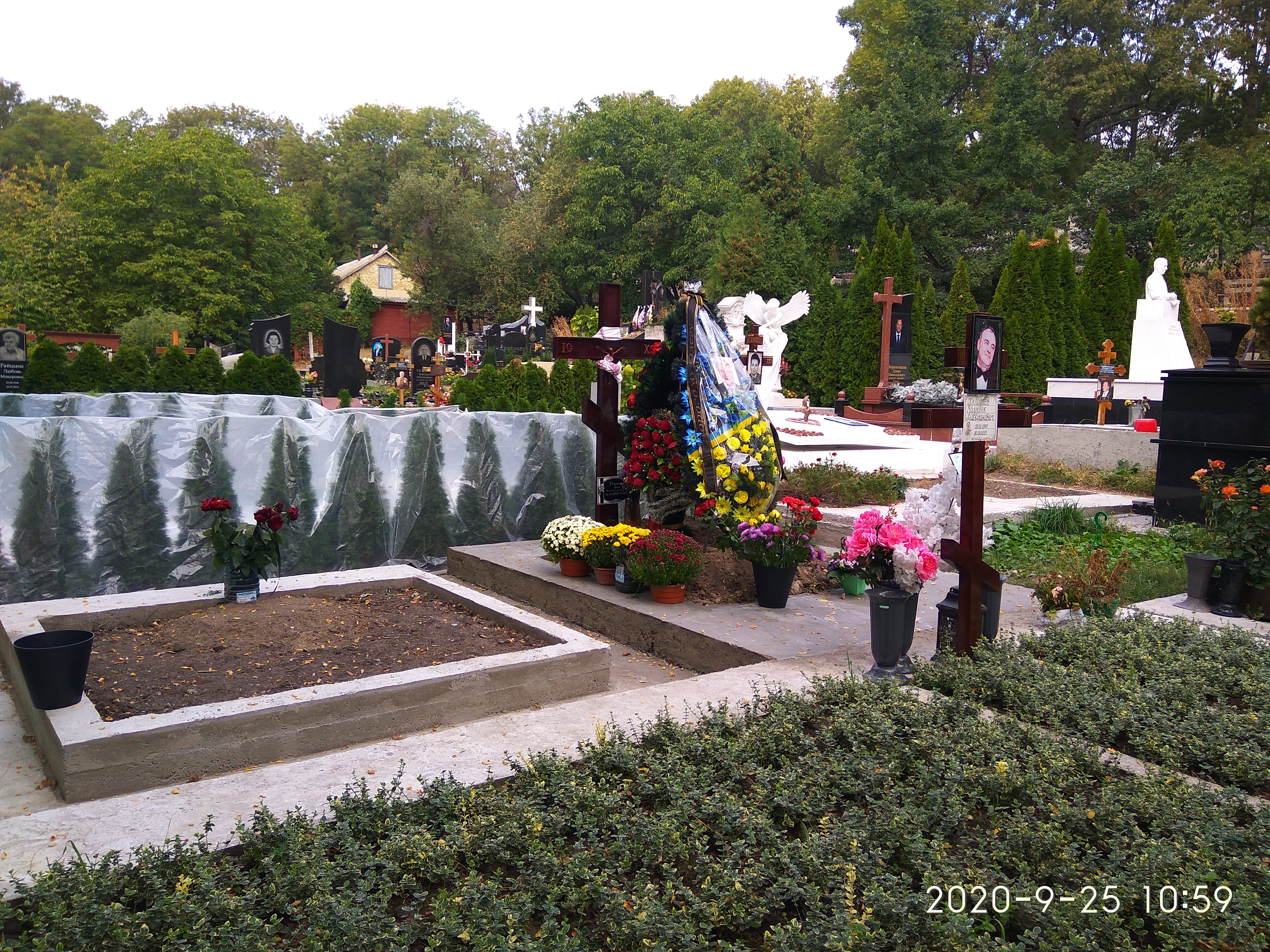
Vue générale
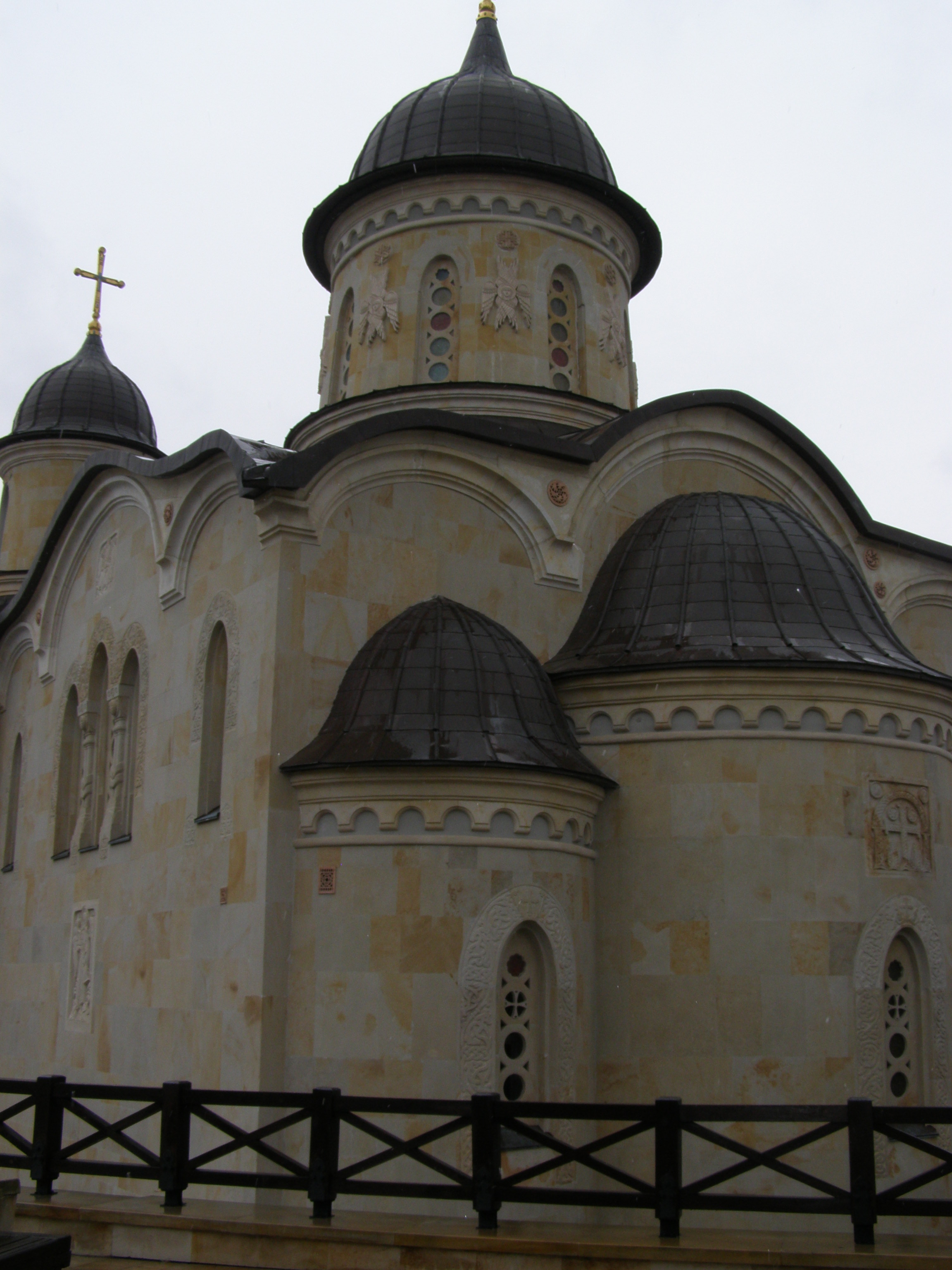
chapelle.